# 丸山祥二
丸山 祥二（まるやま しょうじ、1984年8月20日 - ）は、日本の元男子バレーボール選手、指導者。

## 来歴
長崎県松浦市出身。鷹島中学1年よりバレーボールを始める。2006年、筑波大学在学中にインターンとしてつくばユナイテッドSun GAIAに参加。
2007年、ユニバーシアード大会に出場した。同年、豊田合成トレフェルサに入団。
2011年5月、黒鷲旗大会終了後に引退し、社業に専念。
2012年10月につくばユナイテッドSun GAIA入団し現役復帰。2015年に選手兼コーチに就任。2016年に現役引退しコーチに就任。2018年退団。

## 所属チーム
- 大村工業高校
- 筑波大学
- 豊田合成トレフェルサ（2007-2011年）
- つくばユナイテッドSun GAIA（2012-2016年）